# (612349) 2002 GH32
(612349) 2002 GH32, também escrito como (612349) 2002 GH32, é um objeto transnetuniano que está localizado no Cinturão de Kuiper, uma região do Sistema Solar. Este corpo celeste é classificado como um cubewano. Ele possui uma magnitude absoluta de 5,5 e tem um diâmetro estimado de cerca de 230 quilômetros.

## Descoberta
(612349) 2002 GH32 foi descoberto no dia 8 de abril de 2002 pelo astrônomo Marc W. Buie.

## Órbita
A órbita de (612349) 2002 GH32 tem uma excentricidade de 0,091 e possui um semieixo maior de 42,130 UA. O seu periélio leva o mesmo a uma distância de 38,301 UA em relação ao Sol e seu afélio a 45,960 UA.